# نقطة انتهى (مسلسل)
نقطة إنتهى هو مسلسل تلفزيوني عربي مشترك أنتج وعُرض في شهر رمضان عام 1445 هـ، من إخراج محمد عبد العزيز وتأليف فادي حسين، ومن بطولة عابد فهد، عادل كرم، ندى أبو فرحات، أنس طيارة، وغيرهم.

## قصة المسلسل
يجاهد الصيدلي (فارس يعقوب) من أجل إخفاء جريمته الأولى التي ارتكبها عن طريق الخطأ بحق شقيق زوجته المراهق، فيما تسعى زوجته إلى كشف حقيقة مقتل شقيقها الوحيد.

## طاقم التمثيل
- عابد فهد: (فارس)
- عادل كرم: (سامي)
- ندى أبو فرحات: (كرمى)
- أنس طيارة: (غزوان)
- جورج شلهوب: (خليل الشمالي)
- خالد السيد: (عزام)
- محسن غازي: (خضور)
- بياريت قطريب: (يارا)
- صالح الحايك: (أبو فارس)
- وفاء طربيه: (أم فارس)
- تيم عبد العزيز: (مروان)
- منال طحان: (نسرين)
- سامي نوفل: (أمجد)
- هلا يماني: (أم مروان)
- عبد الرحمن القادري: (رضوان)
- عدنان عوض: (أبو ملحم)
- دالي جو: (ليلى خولي)
- عامر فياض: (لؤي)
- عدي رعد: (فؤاد)
- منى كريم: (أم سامي)
- أنطوانيت نوفالي: (هنادي)

## شارة المسلسل
كان شارة المسلسل من كلماته وألحانه مروان خوري وغناء محمد خيري.